# Hurda (Rõuge)
Hurda – wieś w Estonii, w prowincji Võru, w gminie Rõuge.